# حیا در اسلام
حیا کلمه‌ای عربی است که به معنای احساس بازدارندگی درونی، طبیعی و فطری است.
این کلمه از واژه حیات به معنای زندگی گرفته شده است.
حیا مسلمانان را به دوری و پرهیز از زشتی ها ترغیب می کند.
حیا نقش مهمی در اسلام دارد. حیا به عنوان یکی از مهمترین بخش های ایمان شمرده شده است.

## حیا در قرآن
حیا در قرآن به سه معنی شرم، ترس، ترک کردن تعبیر شده و جز یک مورد در معنای جنسی به کار نرفته است که در آن نیز اشاره‌ای به حجاب یا تصریحی در مسئلهٔ جنسی ندارد:
- حیای صفورا دختر شُعَیب از موسی که بعداً همسر وی شد: «پس بیامد یکی از آن دو زن که با حیایی روان بود و گفت: پدرم تو را می‌خوانَد…» (قصص/۲۵)[۱۳]
- ‏حیای پیامبر اسلام از بیرون کردن میهمانان در یکی از آیات حجاب دربارهٔ پرده‌نشینی (احزاب/۵۳)[۱۴]
- ‏عدم حیای خدا از داستان آوردن و گفتن حقیقت (بقره/۲۶[۱۵] و احزاب/۵۳)
- ‏در آیاتی چند، به اِستِحیای زنان بنی‌اسرائیل یعنی زنده نگه داشتن آن زن‌ها برای بهره‌کشی پس از کشتن مردانشان به دست فرعون اشاره شده است (بقره/۴۹[۱۶] و اعراف/۱۴۱[۱۷] و ابراهیم/۶[۱۸] و قصص/۴[۱۹] و غافر/۲۵[۲۰]) اما گروهی نیز برآنند که به معنای سلب حیا از زنان بنی‌اسرائیل می‌باشد.

## حیا در حدیث
احادیث درباره حیا، برحسب جهت‌گیری کلی آنها، بر دو دسته‌اند :
یک. احادیثی که ترغیب افراد را به حیا، به عنوان امری اخلاقی، مورد توجه قرار داده‌اند. پاره‌ای از این احادیث، به صراحت اشخاص را به رعایت حیاء سفارش کرده و از محبوب بودن اهل حیا در نزد خدا خبر داده‌اند، زیرا خدا خود اهل حیا است. از این رو، حیا در رأس ۹ خُلقِ نیک دیگر، یکی از «مکارم اخلاق» معرفی شده است.، چنانکه پیامبر در دعاهای خویش، حیا از خداوند را از او درخواست کرده است. به پیامدهای مثبت مادّی و معنوی حیا نیز توجه شده است؛ مثلاً براساس حدیثی نبوی، حیا سراسر خیر است و جز خیر نتیجه‌ای ندارد. ابن بابویه در توضیح معنای این حدیث گفته است که حیا انسان را، چه دیندار باشد چه غیردیندار، از پلیدی‌ها بازمی‌دارد. همچنین حیا سبب همه زیبایی‌ها معرفی شده و وجود برخی امور در حوزه دین و مناسبات اجتماعی، مترتب بر آن دانسته شده است، از جمله انجام دادن فرایض دینی، دوری از زشتی‌ها، رعایت حقوق والدین، وفای به عهد، صله رحم، برآوردن نیازهای دیگران و پذیرایی از مهمان. از حیا به عنوان پوششی برای روح انسان در مقابل پرده‌دری یاد شده است. حیا عیوب فرد را از دیگران می‌پوشاند و در کنار صداقت، حسن خلق و شکر نعمت‌های الهی، گناهان انسان را به حسنات تبدیل می‌نماید، چنانکه به کار بستن همزمان حیا، حسن خلق، وفای به عهد، تدبیر در امور و آزادمنشی موجب برانگیخته شدن اقبال عمومی جامعه به فرد می‌گردد.
دو. احادیثی که در آنها به تبیین عملی و بیان مصادیق حیا پرداخته شده است. براساس این دسته از احادیث، حیا باید آگاهانه، بجا و به‌اندازه باشد، چنانکه به سفارش پیامبر حیاء در امور گوناگون باید بجا و به‌اندازه شأن آنها باشد و به گفته حسن عسکری نیز زیاده‌روی در حیاء کردن از مصادیق اسراف است.
پیامبر اسلام حیا را به دو قسمت تقسیم کرده‌است؛ حیای عاقلانه و حیای احمقانه؛ و در توضیح آن گفته‌است: حیاءِ عقلانی ناشی از علم و حیای احمقانه ناشی از جهل است. برای مثال یکی از موارد حیای احمقانه، حیا از یادگیری دانش و علم شمرده شده‌است

## ارزش
رعایت حیا در فرهنگ‌های اسلامی برای زنان و مردان واجد اهمیت است. در قرآن و سنت، موارد بسیاری چگونگی رفتار زنان و مردان را توضیح می‌دهد؛ یک مرد باید با ازدواج در کمترین زمان ممکن یا روزه گرفتن در صورت عدم توانایی به ازدواج، خود را از شر وسوسه‌های شیطان رها کند. زنان نیز برای جلوگیری از آزار و اذیت، باید خود را مخفی کنند.
با این حال، در مواردی حیا ورزیدن ناپسند و مذموم شمرده شده است:
- حیا ورزیدن از تحصیل دانش
- حیا ورزیدن از تحصیل درآمد حلال
- حیا ورزیدن از مهمان‌نوازی
- حیا ورزیدن از احترام گذاشتن به دیگران
- حیا ورزیدن از درخواست از خدا[۳۸]